# Kostiantyn Panin
Kostiantyn Jurijowycz Panin, ukr. Костянтин Юрійович Панін (ur. 8 grudnia 1975 w Nikopolu, w obwodzie dniepropetrowskim) – ukraiński piłkarz, grający na pozycji pomocnika, a wcześniej napastnika.

## Kariera piłkarska

### Kariera klubowa
Pierwszy trener W. Tereszczenko. W 1992 rozpoczął karierę piłkarską w amatorskich zespołach Dnipro-2 Dniepropetrowsk, Kołos Czkałowskie i Era Nikopol. Potem dwa lata występował w rosyjskich drużynach Dinamo Wołogda i Mietałłurg Czerepowiec. W 1996 powrócił do Ukrainy, gdzie został piłkarzem SKA-Łotto Odessa. Latem 1998 przeniósł się do Czornomorcia Odessa. Latem 1999 wyjechał do Polski, gdzie grał w Amice Wronki. Na początku 2001 powrócił do Ukrainy i potem występował w amatorskich zespołach Ukrajina-Sojuz Szewczenkowe i KZEZO Kachowka. W latach 2003–2008 bronił barw kazachskich klubów Kajrat Ałmaty, Jesil-Bogatyr Petropawł i Żetysu Tałdykorgan. W 2009 po występach w amatorskiej drużynie Myr Hornostajiwka latem podpisał kontrakt z Tytanem Armiańsk. W marcu 2011 rozegrał 2 mecze w składzie litewskiego FK Mažeikiai, po czym powrócił do Ukrainy, gdzie zasilił skład Krystału Chersoń.

## Sukcesy i odznaczenia

### Sukcesy klubowe
- zdobywca Superpucharu Polski: 1999
- mistrz 2. ligi Kazachstanu: 2006
- mistrz Drugiej ligi Ukrainy: 2010